# Monia Baccaille
Monia Baccaille (Marsciano, Província de Perusa, 10 d'abril de 1984) és una ciclista italiana, professional del 2006 al 2016. Combina la carretera amb la pista. Del seu palmarès destaquen dos Campionats nacionals en ruta, així com un bon nombre en pista.

## Palmarès en carretera
- 2006
  - Vencedora d'una etapa al Trofeu d'Or
- 2008
  - 1a al Gran Premi Elsy Jacobs
- 2009
  -  Campiona d'Itàlia en ruta
  - 1a a la Clàssica Ciutat de Pàdua
- 2010
  -  Campiona d'Itàlia en ruta
  - 1a al Gran Premi della Liberazione
- 2011
  - 1a al Gran Premi Carnevale d'Europa
  - Vencedora d'una etapa al Ladies Tour of Qatar
- 2012
  - 1a al Gran Premi de Dottignies
  - Vencedora d'una etapa al Tour of Chongming Island

## Palmarès en pista
- 2006
  -  Campiona d'Europa sub-23 en scratch
- 2008
  -  Campiona d'Itàlia en scratch
  -  Campiona d'Itàlia en persecució per equips
- 2009
  -  Campiona d'Itàlia en òmnium
  -  Campiona d'Itàlia en velocitat per equips
  -  Campiona d'Itàlia en persecució per equips
- 2010
  -  Campiona d'Itàlia en òmnium
  -  Campiona d'Itàlia en persecució per equips
- 2011
  -  Campiona d'Itàlia en òmnium
  -  Campiona d'Itàlia en puntuació